# Larissa Iwanowna Djadkowa
Larissa Iwanowna Djadkowa (russisch Лариса Ивановна Дядькова; * 9. März 1952 in Selenodolsk) ist eine russische Opernsängerin (Mezzosopran/Alt).

## Leben
Die Mezzosopranistin und Altistin erhielt ihre Gesangsausbildung am Leningrader Konservatorium und wurde 1978 vom Kirow-Theater engagiert. 1984 gewann sie den Glinka-Liederwettbewerb. Nachdem Leningrad in Sankt Petersburg und das Kirow-Theater nach der Wende in der Sowjetunion wieder in Mariinski-Theater umbenannt worden war, nahm Intendant und Dirigent Valery Gergiev das Ensemble mit auf Tourneen rund um die Welt. Neben Anna Netrebko erhielt daraufhin auch Larissa Djadkowa zahlreiche Engagements in den führenden Opernhäusern der Welt. 1996 gab sie ihr Debüt an der Metropolitan Opera und ist seitdem regelmäßiger Gast der Oper in New York. In Deutschland war sie in einer Inszenierung von Un ballo in maschera von Giuseppe Verdi in der Staatsoper Unter den Linden zu sehen, wo sie die Ulrica unter der Regie von Jossi Wieler sang.